# Gretchen Rau
Pour les articles homonymes, voir Rau.
Gretchen Rau est une décoratrice américaine (6 juillet 1939 - 29 mars 2006) qui partagea l’Oscar de la meilleure direction artistique en 2006 pour son travail sur le film Mémoires d'une geisha en compagnie de John Myhre.
Sur une carrière de plus de 25 ans, Gretchen Rau travailla sur les décors de plus de trente films. Parmi eux : Et au milieu coule une rivière, Six degrés de séparation, Un homme presque parfait, La Chasse aux sorcières, La Vie aquatique, Le Dernier Samouraï, La Couleur du mensonge, Terre neuve, Prémonitions, Couvre-feu et L'Homme qui murmurait à l'oreille des chevaux.   

## Filmographie
- 1990 : Le Chemin de la liberté (The Long Walk Home)